# Тюрек, Розалин
Розалин Тюрек (англ. Rosalyn Tureck; 14 декабря 1914, Чикаго — 17 июля 2003, Нью-Йорк) — американская пианистка.

## Биография
Розалин Тюрек родилась в Чикаго, штат Иллинойс, в 1914 году. Её первым педагогом по музыке стала ученица и ассистент Антона Рубинштейна по Петербургской консерватории София Бриллиант-Ливен. Именно она познакомила начинающую пианистку с произведениями Баха, венских классиков и русской фортепианной литературой конца XIX — начала XX веков, что послужило отправным моментом в творческой судьбе Тюрек.
В девять лет девочка впервые вышла на сцену, а уже в одиннадцать выступала с Чикагским симфоническим оркестром.

Розалин Тюрек скончалась утром 17 июля 2003 года в своем доме в Ривердейле, Бронкс, штат Нью-Йорк. Ей было 88. По её просьбе во время похорон звучала запись концерта, данного ею в Большом зале Петербургской филармонии в 1995 году — в тот единственный раз, когда она посещала Россию.